# مؤسسه پیبادی
مؤسسه پیبادی (انگلیسی: Peabody Institute) یک مؤسسهٔ آموزشی خصوصی رقص و موسیقی و همچنین یک مرکز پیش‌دانشگاهی در دانشگاه جانز هاپکینز است که در سال ۱۸۵۷ بنیان نهاده شد. این نهاد آموزشی قدیمی‌ترین کنسرتوار و هنرستان موسیقی در ایالات متحده آمریکا یکی از یکی از معتبرترین مراکز آموزش هنرهای نمایشی در جهان است.